# Lijst van voormalige gemeenten in het Brussels Hoofdstedelijk Gewest
Dit is een lijst van voormalige gemeenten in het Brussels Hoofdstedelijk Gewest. De voormalige gemeenten werden alfabetisch gerangschikt. Verder wordt per gemeente volgende informatie aangegeven:
- het jaar van opheffing van de gemeente
- de gemeente(n) waarin de voormalige gemeente werd opgenomen (indien er meerdere gemeenten zijn, staat de nieuwe gemeente met het grootste deel van de voormalige gemeente vooraan)
- opmerkingen hierbij
- de oppervlakte in km² bij opheffing
- het aantal inwoners bij opheffing

Het gaat om gemeenten die liggen in wat nu het Brussels Hoofdstedelijk Gewest is, maar bestonden lang vóór de oprichting van het Gewest.

## Lijst van voormalige gemeenten in hetBrussels Hoofdstedelijk Gewest
| Voormalige gemeente | Jaar van opheffing | Nieuwe gemeente(n)  | Opmerking | Oppervlakte (km²) | Inwoners |
| ------------------- | ------------------ | ------------------- | --------- | ----------------- | -------- |
| Bosvoorde           | 1811               | Watermaal-Bosvoorde | volledig  | ?                 | 1243     |
| Dielegem            | 1795               | Jette-Ganshoren     | volledig  | ?                 | ?        |
| Haren               | 1921               | Brussel             | volledig  | 5,83              | 3394     |
| Jette-Ganshoren     | 1841               | Jette en Ganshoren  | splitsing | 8,19              | 3190     |
| Laken               | 1921               | Brussel             | volledig  | 9,25              | 41.420   |
| Neder-Heembeek      | 1813               | Neder-Over-Heembeek | volledig  | 3,39              | 251      |
| Neder-Over-Heembeek | 1921               | Brussel             | volledig  | 5,41              | 4283     |
| Over-Heembeek       | 1813               | Neder-Over-Heembeek | volledig  | 2,78              | 193      |
| Ter Kameren         | 1795               | Elsene              | volledig  | ?                 | ?        |
| Watermaal           | 1811               | Watermaal-Bosvoorde | volledig  | ?                 | 1311     |